# Kahramanmaraş
Kahramanmaraş (en grec: Γερμανίκεια, en arménien: Մարաշ, en kurde: Gurgum ou Mereş), anciennement Germanicia puis Marach, est une ville de Turquie, préfecture de la province du même nom. En 2021, sa population s'élève à 1 171 298 habitants.
Le 6 février 2023, de puissants séismes ont fait d'importants dégâts matériels et humains dans la ville et sa province. En juillet 2023, une équipe de chercheurs a estimé que 17,37% des bâtiments ont été détruits.

## Situation géographique
C'est un chef-lieu de province, dans la Région Méditerranéenne. Il est entouré par Malatya et Adıyaman à l'est, Kayseri et Adana à l'ouest, Gaziantep et Osmaniye au sud, et Sivas au nord.

## Histoire
La ville était appelée Germanicia aux époques romaine puis byzantine, ensuite Marʿash (arabe: مرعش [ˈmarʕaʃ]) en arabe. Les Arabes et les Byzantins se la disputent pendant des siècles. Pendant les croisades, elle devient Marach pour les croisés et les Arméniens (en arménien : Մարաշ), forteresse du comté d'Édesse puis du Royaume arménien de Cilicie. Elle est ensuite la capitale de la principauté turque de Dulkadir. Elle est prise par les Ottomans en 1515 et devient, du XVIe à la fin du XIXe siècle, la capitale de l'eyalet de Dulkadir.
Depuis février 1973, à la suite de l'adoption d'une proposition de loi par les deux assemblées constituant le parlement turc d'alors, elle est dénommée Kahramanmaras (« Maraş l'héroïque »). Le qualificatif d'« héroïque » fait référence à la bataille de Marach contre les forces françaises d'occupation après la Première Guerre mondiale lors de la campagne de Cilicie. Le rapport de la commission du  Sénat de la République (n°192), daté du 10 juin 1970, indique dans son avis positif sur la proposition de loi « C'est alors qu'une guerre urbaine implacable a commencé contre les Français, qui avaient violé le drapeau et l'honneur, et les traîtres arméniens locaux. Le matin du 11 février 1920, au terme de cette terrible guerre qui avait duré 22 jours et 22 nuits, l'armée de tout un État [la France] quitta la ville et prit la fuite. Ainsi, une ville a vaincu un État et ouvert la voie à la guerre de Libération ».
Le 21 décembre 1978, un incident, au début interne au lycée technique de la ville, déclenche le massacre de Maraş : pendant trois jours, des tueries (provoquant entre cent et mille morts, principalement alévis), des pillages et des viols perpétrés par des mouvements ultranationalistes, dans un climat de guerre civile larvée entre groupes d'extrême droite et groupes d'extrême gauche.
Le 6 février 2023, un séisme majeur d'intensité 7.8 sur l'échelle de Richter, suivi de plusieurs répliques, ébranle la région. Kahramanmaras est à proximité de l'épicentre de ce tremblement de terre qui fait plus de 57 000 morts en Turquie et en Syrie.

## Gastronomie
Le dondurma, aussi connu sous le nom de Maraş dondurması (littéralement « crème glacée Maraş » en turc), est réputé être originaire de la ville ou de la région de Maraş.
Le dondurma est traditionnellement préparé à partir de lait de chèvre pur, de salep (farine de bulbe d'orchidée) riche en glucomannane, et de sucre. Le salep, qui peut être issu d'orchidées des montagnes de Maraş, donne à la glace sa texture élastique et résistante à la chaleur. Le climat sec et les pâturages riches en plantes aromatiques contribuent à la qualité du lait utilisé.